# توسع القنوات الثديية
توسع القنوات الثديية وهي الحالة التي يكون فيها اٍنسداد للقنوات الناقلة للبن.
يمكن لتوسع القنوات الثديية أن يحاكي سرطان الثدي. فهو اٍختلال فترة ماقبل سن اليأس. يمكن أن نلاحظ اٍنكماش في الحلمات، اٍنقلابها وفي بعض الأحيان سيلان دموي منها.
نسيجيا يكون توسع قنات الثدي الرئيسية بارزا، الاٍمراضية يمكن أن تكون ناجمة عن ركود اللبأ.
يمكن للمرض أن يؤدي إلى ألم في الحلمة.